# Choronchoi
Choronchoi (russisch: Хоронхой) ist eine ländliche Ortschaft (eine Siedlung) im Kyachtinsky Bezirk, Republik Burjatien, Russland. Die Einwohnerzahl betrug 2041 (Stand 2010). Es gibt 32 Straßen.

## Lage
Das Dorf liegt 35 km von Kyahta entfernt, am rechten Ufer der Selenga, am alten Flussbett, 1,5 km vom Hauptlauf entfernt; es ist von Hügeln umgeben, auf der einen Seite bewaldet, auf der anderen Seite Steppe.
Die nächstgelegenen Siedlungen sind das Dorf Ust-Kyakhta (15 km nordöstlich), die Siedlung Naushki (10 km südlich).